# جورج اندروز موريارتي جونيور
جورج اندروز موريارتي جونيور (بالإنجليزية: George Andrews Moriarty, Jr)‏ هو نَسَّاب ومؤرخ أمريكي، ولد في 14 فبراير 1883 في نيوبورت في الولايات المتحدة، وتوفي في 12 يوليو 1968 في يورك هاربور في الولايات المتحدة.